# فلایشوانگن
فلایشوانگن (به آلمانی: Fleischwangen) یک شهر در آلمان است که در رافنسبورگ واقع شده‌است. فلایشوانگن ۶۳۹ نفر جمعیت دارد.